# Minthotachina miscella
Minthotachina miscella är en tvåvingeart som beskrevs av Townsend 1935. Minthotachina miscella ingår i släktet Minthotachina och familjen parasitflugor. Inga underarter finns listade i Catalogue of Life.